# Chiesa di San Carlo alle Mortelle
La chiesa di San Carlo alle Mortelle è una delle chiese storiche di Napoli, secondo alcuni descrittori di età moderna deve il suo nome a un boschetto di alberi di mirto presente in quel luogo fino a tutto il Cinquecento, ma ricerche storiche hanno documentato la presenza sul posto di proprietà della famiglia spagnola Trojanis y Mortela.
La chiesa rappresenta uno dei principali punti di riferimento dell'arte barocca in città.

## Storia
La chiesa fu eretta a partire dal 9 ottobre 1616, data della posa della prima pietra, con un sostanzioso contributo del reggente del Supremo Consiglio d'Italia Carlo Tapia, su progetti del barnabita Giovanni Ambrogio Mazenta.
Tali progetti presero a modello chiese barnabite di Milano, come quella di Sant'Alessandro in Zebedia, quest'ultima eretta dal confratello Lorenzo Binago.
Il Mazenta, occupato in altri cantieri dell'ordine, affidò il progetto all'architetto napoletano Giovanni Cola di Franco, autore della chiesa di Santa Maria la Nova.
Il Cola di Franco fu un ingegnere attivo tra il 1597 e il 1621; dopo il 1621 la fabbrica passò a Bartolomeo Picchiatti che progettò il collegio, ma i lavori proseguono a rilento ed in tre anni (1626-28) vennero completati solo la sagrestia ed il presbiterio, mentre tra il 1632 e il 1638 vennero costruiti gli ambienti del collegio, in parte affrescati da Antonio De Bellis.
Il collegio fu terminato nel 1650.
Nel 1646 fu redatto un progetto che interessava anche le parti già costruite; erano da completare il coro e il porticato del chiostro, ma nel corso dei lavori la pianta fu più volte modificata, con la riduzione del presbiterio.
Dopo la peste del 1656, che portò via molte persone tra cui anche il pittore Antonio de Bellis, il cantiere passò all'architetto ed ingegnere regio Francesco Antonio Picchiatti, che propose di ridimensionare il collegio, mentre, dopo il terremoto del 1688, si restaurarono la chiesa e la sacrestia e, nel 1696, si portarono alcuni rinnovamenti al presbiterio.
Agli inizi del XVIII secolo sul cantiere era presente Marcello Zucca, un architetto barnabita che completò la facciata di Sant'Alessandro in Zebedia; nella chiesa napoletana realizzò un paliotto d'altare in marmo, pietre dure e madreperla.
Dagli anni trenta del Settecento fu iniziata la facciata, fino a quel momento ancora rustica, su progetto di Enrico Pini, allievo del Sanfelice; il primo ordine fu completato nel 1743 con decorazioni in stucco di Giuseppe Scarola e dello scultore Domenico Catuogno; il secondo registro venne realizzato nella seconda metà del secolo su un probabile progetto di Luca Vecchione.
Intorno alla metà del Settecento, nell'intervallo tra il primo registro della facciata e il secondo, si registra l'attività di Nicola Tagliacozzi Canale che prese parte ad alcuni lavori di consolidamento del complesso a seguito di alcuni dissesti: chiuse il portale laterale e aggiunse i sottarchi tra navata e presbiterio, modificando l'assetto strutturale dei pilastri e lo spazio originario.
La chiesa fu officiata dai barnabiti fino alla soppressione francese di inizio Ottocento (12 settembre 1806). Soppressi i barnabiti, il collegio fu destinato ad abitazione delle vedove dei militari. Con la restaurazione la chiesa fu concessa agli agostiniani (9 agosto 1819), che la tennero fino alla successiva soppressione risorgimentale (1862), quando passò al clero diocesano come chiesa adiutoria della parrocchia di Santa Maria Apparente. L'erezione canonica della parrocchia di San Carlo alle Mortelle è del 24 ottobre 1937, perfezionata con il R.D. del 16 maggio 1940.
Nella notte del 23 settembre 2009 si è aperta una voragine, causata dal crollo in tre punti della volta tufacea di una cavità del sottosuolo. La voragine ha interessato il crollo di una porzione di via San Carlo alle Mortelle, il crollo parziale del pavimento di fine Settecento della chiesa e di un "basso" causando l'evacuazione di cinque palazzi e l'inagibiltà dell'edificio sacro che ha destato perplessità a causa di crepe sulla facciata. Attraverso il Fondo Edifici di Culto il Ministero dell'interno, proprietario e quindi responsabile della struttura, nel 2011 riceve un finanziamento di 1,5mln di euro (500.000 sul 2011 e 1 mln sul 2012) dall'ARCUS SpA (Società per lo sviluppo dell'arte, della cultura e dello spettacolo) per dare il via ai lavori di restauro.
La chiesa è stata riaperta al pubblico il 24 febbraio 2017.

## Descrizione

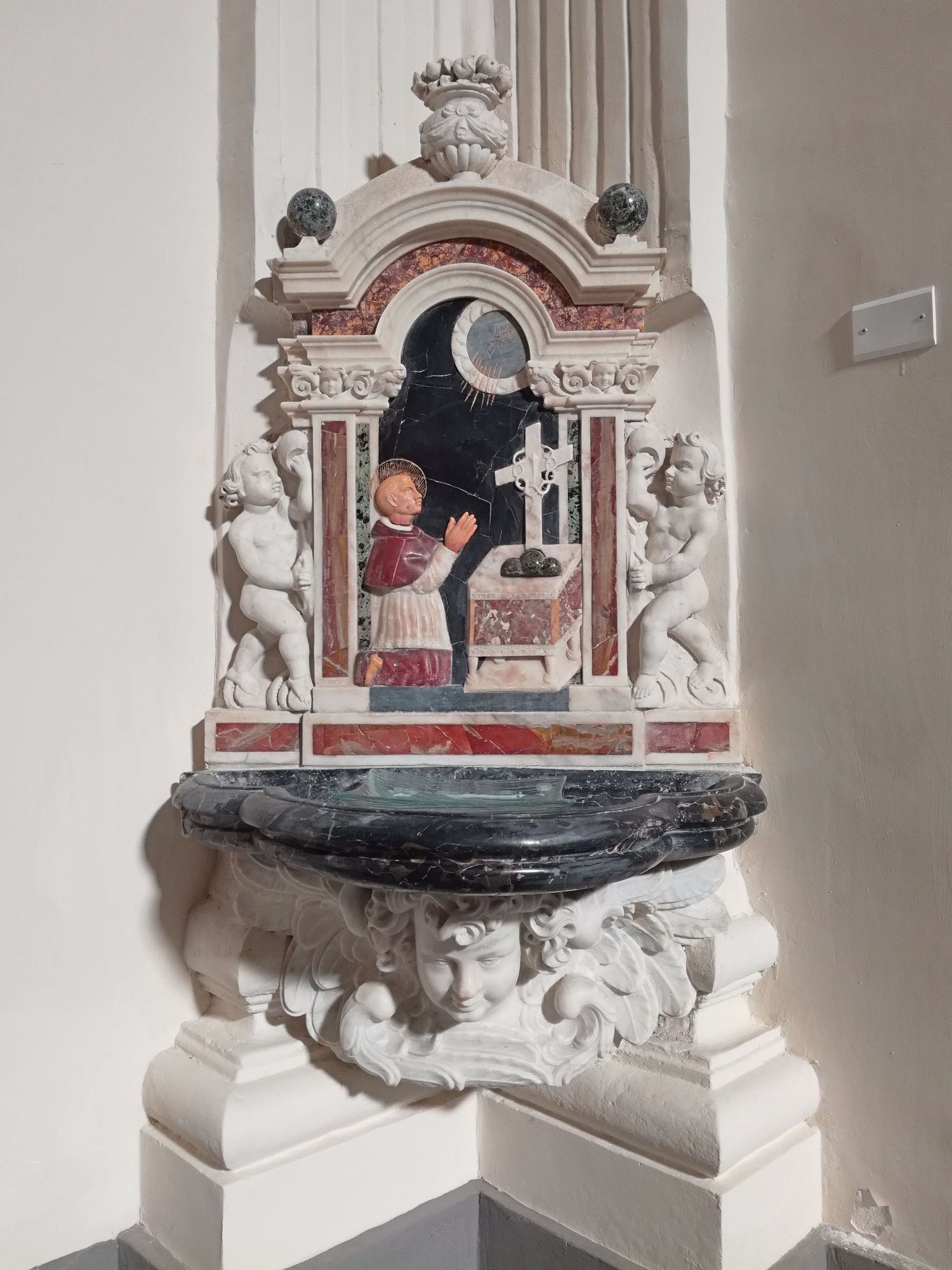
Acquasantiera

### La facciata
La facciata della chiesa, risalente al 1743 e progettata da Enrico Pini, si presenta su due ordini, con capitelli che riprendono motivi floreali; sono presenti inoltre tra nicchie, al cui interno sono poste, ai lati, le statue di San Liborio (a destra) e di Sant'Alessandro Sauli (a sinistra), diventate nel corso dell'Ottocento, per rispetto della tradizione agostiniana, San Tommaso di Villanova (a destra) e Sant'Agostino (a sinistra), come indicano i nomi alla base; all'interno della nicchia centrale vi è la statua di San Carlo.

### L'interno
L'interno è a croce latina, con tre cappelle laterali; le cappelle centrali son più alte e larghe di quelle ai margini.
Le opere principali della chiesa sono: il vasto ciclo di dipinti sulla Vita di San Carlo di Antonio De Bellis, il San Liborio di Giacomo Farelli (soggetto nel tempo a ridipinture), l'Immacolata e Santi di Giuseppe Simonelli, il San Carlo in estasi davanti alla croce nel coro (firmato da Fede Galizia e datato 1611) e le due acquasantiere in marmi policromi del Seicento.
Nella sacrestia Benedetto Torre affrescò sulla volta la scena della Gloria di San Carlo e dipinse la tela dell'Apparizione della Madonna con il Bambino a San Carlo sull'altare.
Nel palazzo a destra della chiesa, un tempo parte del collegio così come diversi edifici attigui, sono conservati i resti del giardino e del chiostro barocco.